# Saul Bellow
Saul Bellow, vlastním jménem Solomon Bellows (10. června 1915 Montréal, Québec – 5. dubna 2005 Brookline, Massachusetts) byl americký židovský spisovatel; jedna z nejvýznamnějších osobností americké prózy 20. století.

## Život
Saul Bellow se narodil v Lachine, místní části Montréalu, krátce poté, co jeho rodiče emigrovali z Petrohradu. Dětství strávil na předměstí Chicaga, kam se rodina přestěhovala. Vyrůstal v ghettu a naučil se mnoha jazykům; uměl anglicky, francouzsky, hebrejsky. Rodiče pocházeli z Ruska – byl ovlivněn ruskou literaturou 19. století, ale od mládí na něj působila také četba bible a dramat Williama Shakespeara. Začal studovat na Chicagské univerzitě, ale později přešel na Northwestern University. Původně chtěl studovat literaturu, ale kvůli antisemitským náladám, které údajně vládly na katedře Chicagské univerzity, si zvolil studium sociologie a antropologie. V roce 1941 získal americké občanství a v době vojenské služby během 2. světové války (na zásobovací lodi) napsal svůj první román Rozkolísaný člověk. Později pracoval jako profesor antropologie, působil zejména na Chicagské univerzitě, ale po obrovském literárním úspěchu svých románů přednášel na řadě univerzit ve Spojených státech i zahraničí.
Ačkoli byly jeho první romány kladně přijaty literární kritikou, příliš se neprodávaly. Teprve román Herzog, vydaný v roce 1964, se i přesto, že jde o závažné dílo, dostal na seznam bestsellerů a zajistil mu, společně s dalšími romány 60. a 70. let, světový věhlas. Za svoje románové dílo získal řadu literárních cen, včetně těch nejvýznamnějších: v roce 1975 dostal Pulitzerovu cenu za román Humboldtův dar; v roce 1976 obdržel Nobelovu ceny za literaturu – za pochopení situace člověka a jemnou analýzu současné kultury, která se projevuje v jeho díle. Byl také prvním romanopiscem, který obdržel třikrát Národní knižní cenu (National Book Award).
Saul Bellow byl pětkrát ženat; jeho čtvrtou ženou byla matematička rumunského původu Alexandra Ionescu Tulcea, s níž navštívil Rumunsko. Zážitek z této cesty jej inspiroval k napsání románu Děkanův prosinec, kde barvitě vylíčil situaci lidí v komunistické zemi.

## Dílo
V bohatém románovém díle Saula Bellowa je patrný vliv ruské literatury, zvláště románů Lva Nikolajeviče Tolstého, Fjodora Michajloviče Dostojevského a Ivana Alexejeviče Gončarova, ke svým inspiračním zdrojům však řadil i židovskou literaturu, anglické renesanční drama a moderní americkou prózu (např. romány Vladimira Nabokova). V řadě jeho románů a povídek se rovněž promítají jeho vlastní životní zážitky a zkušenosti. Hrdinové jeho próz jsou buď lidé z okraje společnosti, anebo intelektuálové, kteří se dostávají do mezní situace; nezřídka jde o introvertní postavy s výrazně silnou osobností, které se zdráhají podřídit se zaběhlým pravidlům. Hana Ulmanová shrnuje rysy „bellowovského antihrdiny“ do tří bodů: 1) jeho hrdinové jsou osamoceni, zdůrazňují však hodnotu přátelství, 2) jsou odcizeni od společnosti, a přesto sní o ideální komunitě, 3) chtějí být svobodní, a přesto touží po jasné identitě.)[zdroj?] Páteř Bellowova románového díla tvoří trojice románů: Henderson, král deště – Herzog – Humboldtův dar.

### Romány a novely
- Rozkolísaný člověk (Dangling Man, 1944)
- Oběť (The Victim, 1947; č. 1971, překlad Eva Masnerová) -  Román má dvě hlavní postavy, Asu Leventhala, židovského novináře, který pracuje v redakci časopisu  a jeho pronásledovatele, antisemitu Allbeeho, člověka v životní krizi. Leventhala vydírá a vnucuje mu nepravdivou historku, že mu Žid kdysi ublížil a způsobil jeho profesní a osobní pád. Vyděrač se sice označuje za oběť, ale ve skutečnosti jí je citlivý a spravedlivý Leventhal, jenž o své vině přemýšlí a snaží se vypočítavému Allbeemu pomoci.
- Dobrodružství Augieho Marche (The Adventures of Augie March, 1953; č. 1984, překlad František Fröhlich) – rozsáhlý román, v němž navazuje na tradici pikareskního románu.
- Ani den! (Seize the Day, 1956; č. 1966, překlad Eva Masnerová)
- Henderson, král deště (Henderson the Rain King, 1959, č. 1999, překlad Jiří Hanuš)
- Herzog (1964; č. 1968, 1993, 2006 – překlad Heda Kovályová) – tento román je v kontextu Bellowovy tvorby přelomový. Jednak tím, že mu zajistil světovou proslulost, jednak díky hlavní postavě, která je typickým bellowovským antihrdinou: Moses E. Herzog je intelektuál, který se možná pomátl (možná však pouze vnímá svět daleko senzitivněji než jeho okolí), odjel na své venkovské sídlo, kde píše dopisy, které nikdy neodešle – a to jak svým přátelům a slavným lidem své doby, tak i již mrtvým filozofům, ba dokonce samotnému Bohu. Nervové vyčerpání z hrozícího rozvodu a život na pokraji šílenství Herzoga ovšem nezlomí, nýbrž mu na konci přináší prozření v podobě přijetí svého údělu. Román patří k základním dílům americké prózy 20. století.
- Planeta pana Sammlera (Mr. Sammler's Planet, 1970; č 1998 – překlad Eva Kondrysová)
- Humboldtův dar (Humboldt's Gift, 1975; č. 1992 – překlad Soňa Nová) – Pulitzerova cena
- Děkanův prosinec (The Dean's December, 1982; č. 1998 – překlad Eva Kondrysová)
- Oběti zlomeného srdce (More Die of Heartbreak, 1987; č. 2011 – překlad Pavla Horáková)
- Krádež (A Theft, 1989; č. 1998 – překlad Eva Kondrysová)
- Spojka Bellarosa (The Bellarosa Connection, 1989; č. 2002 – překlad Lenka Fárová a Jiří Hrubý)
- The Actual (1997)
- Ravelstein (2000; č. 2002 – překlad Eva Kondrysová)

### Sbírky povídek
- Realista (č. 2002) – český výbor povídek
- Sebrané povídky (č. 2007–2008) – český soubor povídek

### Rozhlasová zpracování
- Něco jako piha, překlad a režie: Josef Červinka, hrají: Iva Janžurová, František Němec a Josef Červinka. Nahráno v Českém rozhlasu, premiéra 13. prosince 1997[1]

## Význam
Saul Bellow se díky svému jedinečnému románovému dílu zařadil mezi nejvýznamnější americké spisovatele. O tom svědčí jednak uznání, které se mu dostalo od literární kritiky, jež vysoce ocenila jeho vypravěčské umění (řada významných literárních cen, včetně Nobelovy ceny za literaturu), jednak vřelé přijetí jeho knih čtenáři. Bellowova tvorba inspirovala řadu amerických a britských spisovatelů, např. John Updike či Philip Roth, Martin Amis jej označil za největšího amerického spisovatele všech dob. Philip Roth jeho dílo ocenil slovy: "Americká próza 20. století stojí na dvou mocných pilířích - Williamu Faulknerovi a Saulu Bellowovi."